# Теему Гютенен
Теему Гютенен (15 серпня 2002) — фінський футболіст, який грає на позиції нападника клубу Вейккаусліги «Ільвес».

## Клубна кар'єра
Гютенен почав займатися футболом у юнацькому складі клубу «Ільвес» у Тампере. На дорослому рівні дебютував у резервній команді клубу у 2020 році у фінському клубі третього дивізіону «Какконен». У серпні 2022 року Гютенен залишив Ільвес і приєднався до клубу Вейккаусліги «Ваасан Паллосеура», а пізніше того ж року дебютував у чемпіонаті. 6 квітня 2024 року, у першому матчі сезону 2024 року, Гютенен забив свій перший гол у Вейккауслізі за «ВПС» у виїзній перемозі над «Хака» з рахунком 2:1. У своєму першому повноцінному сезоні в лізі він зіграв 27 матчів і забив сім голів.
30 жовтня Гютенен підписав з «Ільвесом» дворічний контракт, починаючи з 2025 року, повернувшись до свого колишнього клубу.

## Кар'єра у збірній
Гютенен дебютував у складі молодіжної збірної Фінляндії у вересні 2024 року, вийшовши на заміну в домашньому матчі проти Румунії, який завершився перемогою з рахунком 2:0. Потім він ще раз зіграв у кваліфікації молодіжного чемпіонату Європи 2025 року, в якому Фінляндія вдруге в історії країни кваліфікувалася до фінального турніру.